# 薩夫蘭河

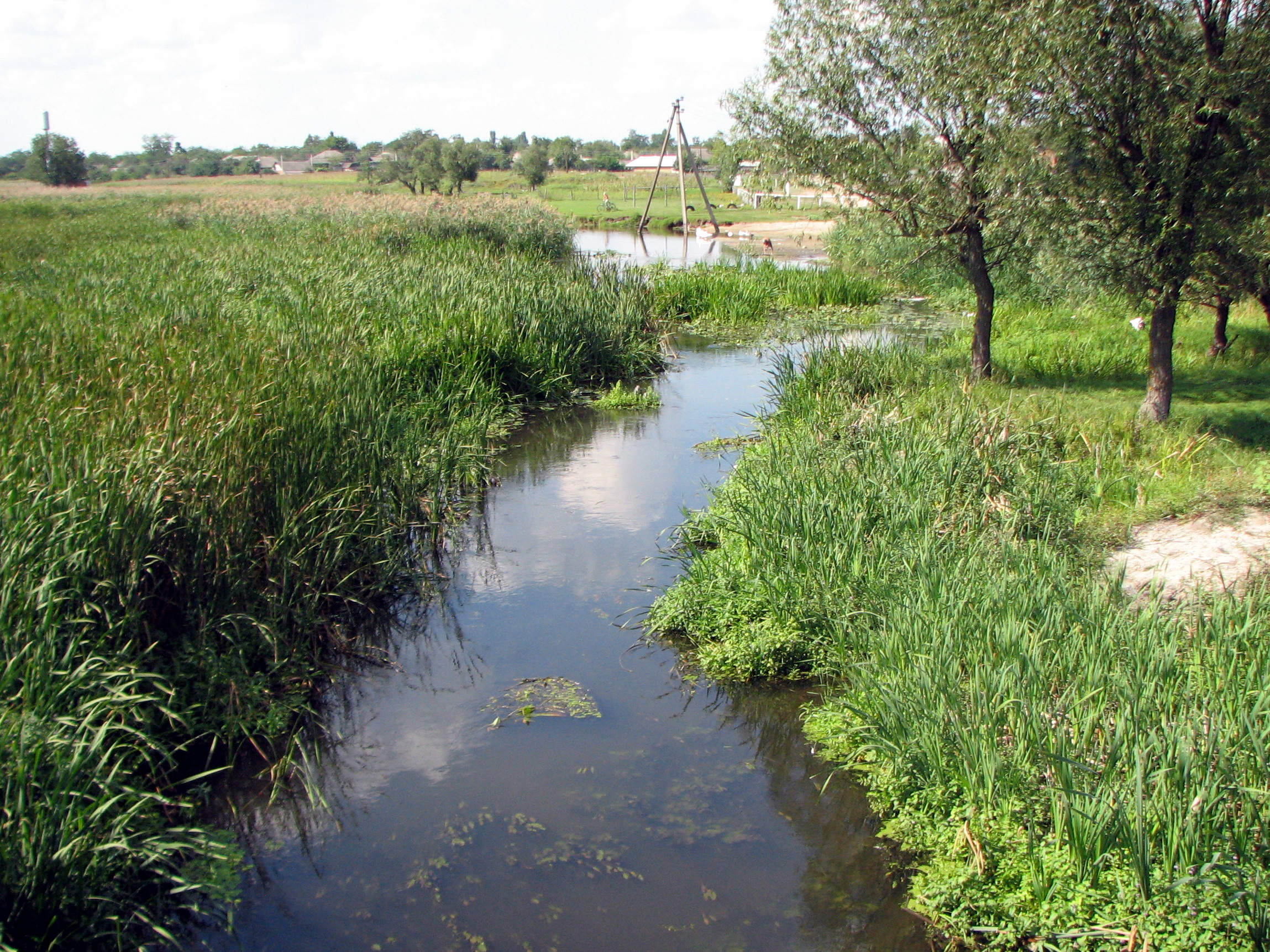

薩夫蘭河（烏克蘭語：Саврань），是烏克蘭的河流，位於該國西南部，屬於南布格河的支流，發源自喬爾諾明以西，流經文尼察州和敖德薩州，河道全長96公里，流域面積1,767平方公里。